# مادر (فیلم ۱۹۶۳)
مادر (انگلیسی: Mother) فیلمی ژاپنی در سبک درام به نویسندگی و کارگردانی کانتو شیندو است که در سال ۱۹۶۳ منتشر شد. از بازیگران آن می‌توان به نوبوکو اوتاوا، هاروکو سوگیمورا و سیجی میاگوچی اشاره کرد.